# Adolph von Holzhausen

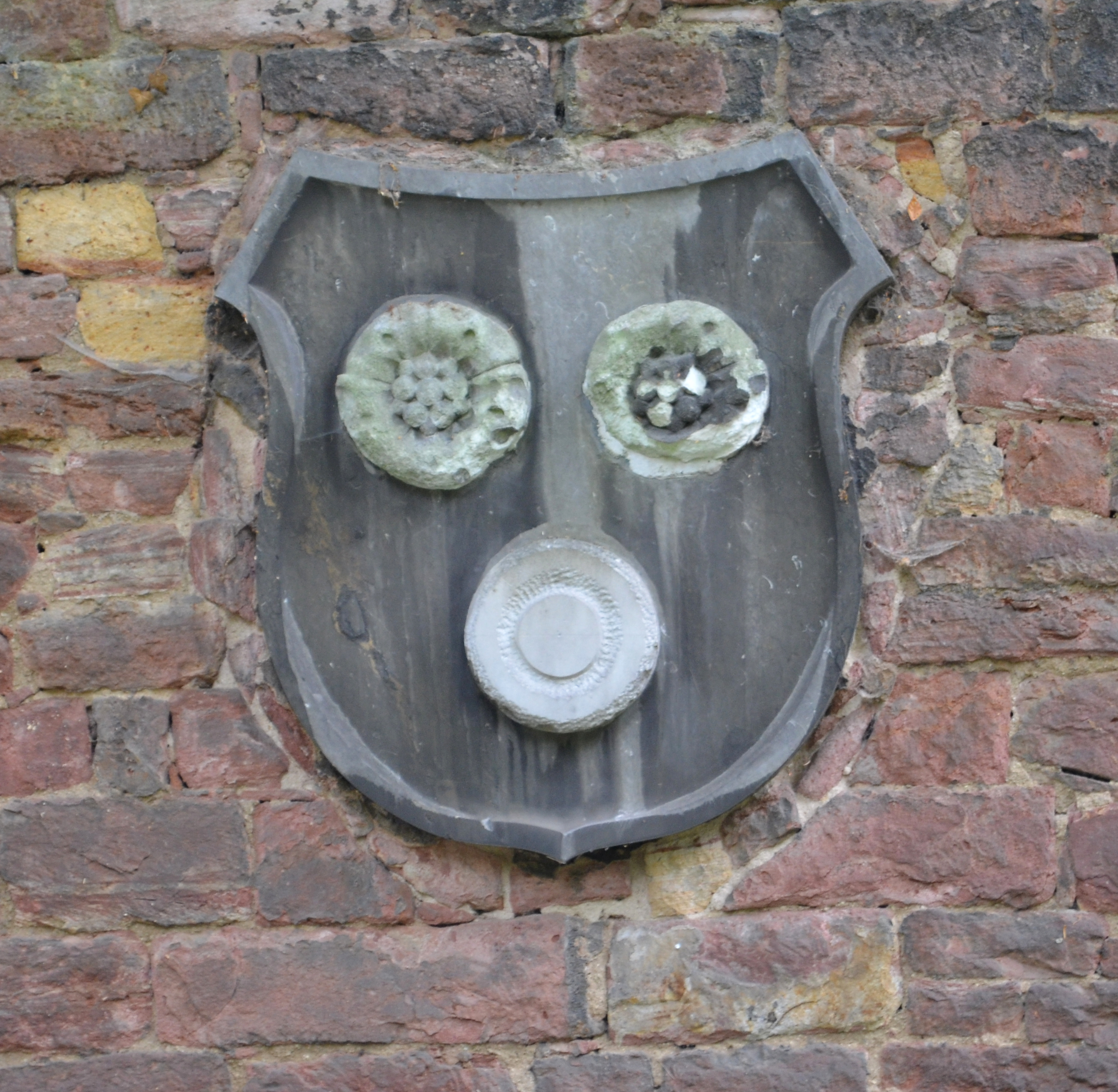
Frankfurt, Hauptfriedhof, Grab adM 137 von Holzhausen

Adolph Freiherr von Holzhausen (* 7. September 1866 in Linz an der Donau; † 21. Juli 1923 in Oberursel) war ein deutscher Offizier und Stifter. Er war der letzte männliche Nachfahre der älteren Linie der Frankfurter Patrizierfamilie Holzhausen.

## Leben und Werk

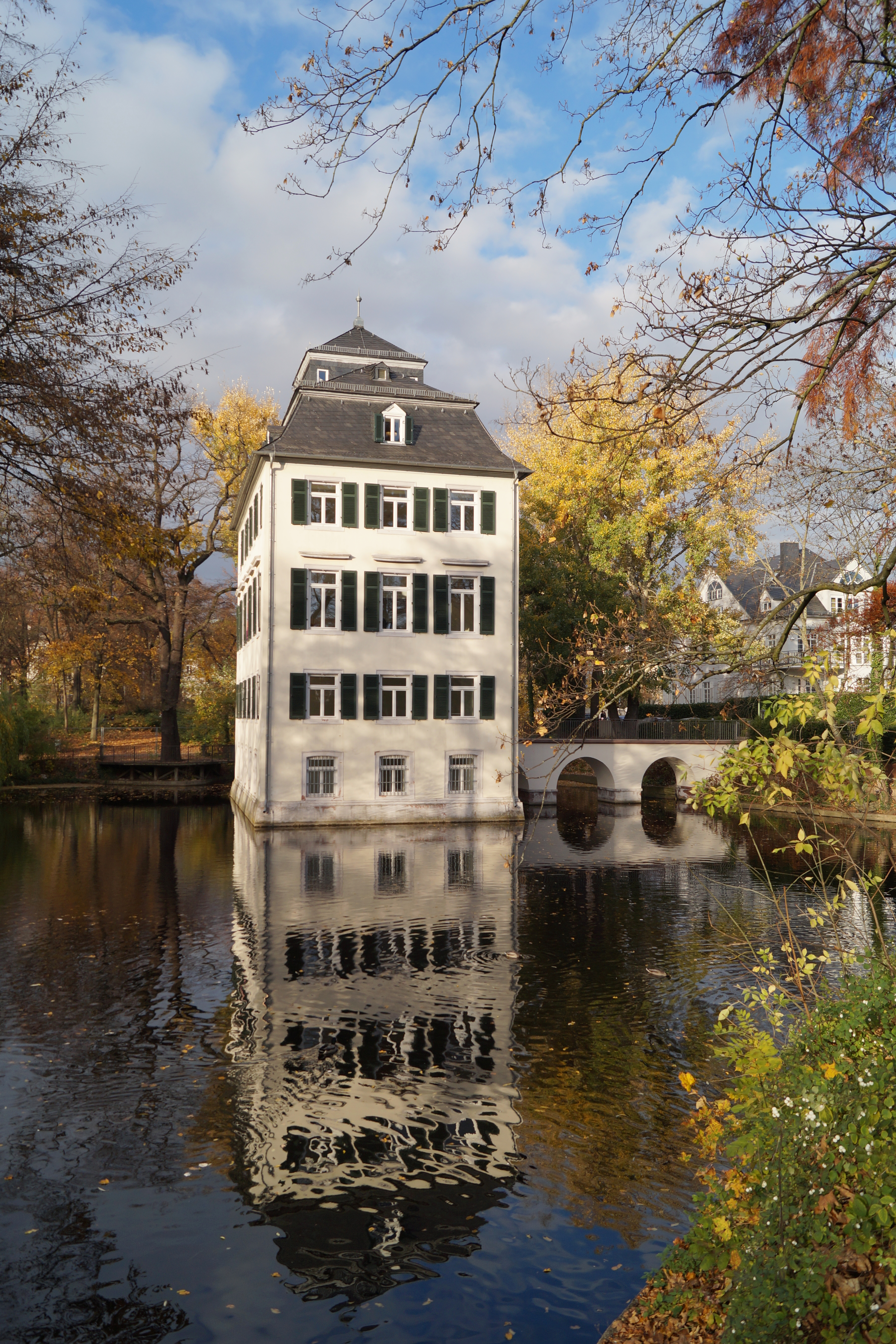
Holzhausenschlösschen, Frankfurt-Nordend

Holzhausen war Sohn des österreichischen Offiziers Alexis von Holzhausen (1837–1904) und dessen Frau Antonie geb. Freiin von Gablenz. Er besuchte das Gymnasium in Wiesbaden, wo er das Abitur ablegte. 1888 trat er in das Husaren-Regiment Landgraf Friedrich II. von Hessen-Homburg in Kassel. Er wurde zum Leutnant und später zum Rittmeister befördert und diente zuletzt im Husaren-Regiment „König Humbert von Italien“ (1. Kurhessisches) Nr. 13 in Frankfurt-Bockenheim. Nach einem Unfall quittierte er die Offizierslaufbahn und unternahm gemeinsam mit Friedrich Wilhelm von Hardt anschließend ausgedehnte Weltreisen. Am Ersten Weltkrieg nahm er als Reserveoffizier teil. Er war zwar Angehöriger einer alten Frankfurter Familie, jedoch arrangierte er sich sehr gut mit dem preußischen Militär und symbolisierte herausragend die zunehmende Verschmelzung Frankfurts und Preußens.
Holzhausen war der letzte männliche Nachkomme der älteren Linie der Familie Holzhausen, letzter Inhaber des ehemaligen Holzhausenschen Fideikommisses und letzter Träger des Strahlenberger Lehens. Er übertrug sein Vermögen der Stadt Frankfurt am Main als Stiftung des Rittmeisters Freiherrn Adolph von Holzhausen errichtet zum Gedächtnis und Erinnerung an das Geschlecht der Freiherrn von Holzhausen. Seine Bildersammlung vermachte er dem Städel, die Kunstgegenstände dem Kunstgewerbemuseum, die Bibliothek der Stadtbibliothek und das Familienarchiv dem Frankfurter Stadtarchiv. Der Familiensitz, das Holzhausenschlösschen mit dem Holzhausenpark, fiel an die Stadt, die dort zeitweilig die Frankfurter Abteilung des Reichsarchives einrichtete, später das Museum für Vor- und Frühgeschichte. Seit 1989 ist das Schloss Sitz der Frankfurter Bürgerstiftung.
Er ist im Familiengrab auf dem Frankfurter Hauptfriedhof begraben. Das Grab steht unter Denkmalschutz.